# Eisen(II)-perchlorat
Eisen(II)-perchlorat ist eine anorganische Verbindung, die normalerweise als Hexahydrat vorliegt. Es kann aus Eisen direkt mit verdünnter Perchlorsäure gewonnen werden, wenn die entstandene Lösung eingedampft wird, so wie beispielsweise auch Eisen(II)-sulfat.
{\displaystyle {\ce {Fe + 2 HClO4 + 6 H2O -> Fe(ClO4)2*6H2O + H2}}}
In wässriger Lösung unter normaler Atmosphäre oxidiert Eisen(II)-perchlorat langsam zu Eisen(III)-hydroxidoxid. Im Hexahydrat liegt der Hexaaquaeisen(II)-Komplex als Dikation vor, zusammen mit Perchlorateionen. Es kristallisiert mit orthorhombischer Struktur und zeigt Phasenübergänge bei 245 und 336 K.

## Verwendung
Eisen(II)-perchlorat kann in der organischen Chemie als Quelle für Eisen(II)-ionen in der Fenton-Oxidation verwendet werden.